# Лорд Рей
Лорд Рей из Реея в графстве Кейтнесс — наследственный титул в системе Пэрства Шотландии. Лорд Рей является наследственным главой клана Макай, чьи земли в Стратнавере и Северном Сатерленде были известны как «край Рей», или «край лорда Рея». Земля была продана графам Сазерленд в XVIII веке. Лорд Рей также является легендарным магом в фольклоре Кейтнесса.

## История
Титул лорда Рея был создан 20 июня 1628 года для сэра Дональда Маккея, 1-го баронета (1591—1649). В 1627 году он уже получил титул баронета из Фара в Баронетстве Новой Шотландии. Его сменил его сын, Джон Маккей, 2-й лорд Рей (ум. 1681), который сражался на стороне роялистов во время Гражданской войны в Англии. После смерти его правнука, Эрика Маккея, 9-го лорда Рея (1813—1875), угасла линия рода, ведущая от старшего сына 2-го лорда Рея. Ему наследовал его родственник, Эней Маккей, 10-й лорд Рей (1806—1876). Он был сыном Бартольда Джона Кристиана Маккея, для которого в 1822 году был создан титул барона Маккея из Офемерта и Зенневийнена в Голландии, и потомком достопочтенного Энея Маккея, бригадного генерала голландской армии, второго сына 2-го лорда Рея. Лод Рей имел голландское гражданство и был министром в правительстве Нидерландов. Его сын, Дональд Джеймс Маккей, 11-й лорд Рей (1839—1921), в 1877 году получил гражданство Великобритании, а в 1881 году для него был создан титул барона Рея из Дернесса в графстве Сатерленд (Пэрство Соединённого королевства). Позднее лорд Рей был губернатором Бомбея (1885—1890), заместителем министра по делам Индии (1894—1895) и лордом-лейтенантом Роксбургшира (1892—1918).
В 1921 году после его смерти титул барона Рея угас, а другие титулы унаследовал его двоюродный брат, Эрик Маккей, 12-й лорд Рей (1870—1921). Он был сыном барона Энея Маккея (1838—1909), голландского политика, который в 1858 году получил титул барона Маккея в Нидерландах, сына Йохана Якоба Хендрика Франсуа Эрнестуса Маккея, брата 10-го лорда Рея. Он также являлся гражданином Нидерландов. Тем не менее, его сын, Эней Александр Маккей, 13-й лорд Рей (1905—1963), в 1938 году получил гражданство Великобритании и позднее заседал в Палате лордов в качестве шотландского пэра-представителя. Его единственный сын, Хью Уильям Маккей, 14-й лорд Рей (1937—2013), был депутатом Европейского парламента (1973—1979), а также занимал невысокие должности в консервативных правительствах Маргарет Тэтчер и Джона Мейджора. Он был одним из 92 избранных наследственных пэров, которые остались в Палате лордов после принятия Акта Палаты лордов 1999 года. По состоянию на 2024 год носителем титула являлся его сын, Эней Саймон Маккей, 15-й лорд Рей (род. 1965).

## Лорды Рей (1628)
- 1628—1649: Дональд Маккей, 1-й лорд Рей[англ.] (март 1591 — февраль 1649), старший сын Хью Ду Маккея[англ.] (ум. 1614), 14-го вождя клана Маккей из Стратнавера;
- 1649—1681: Джон Маккей, 2-й лорд Рей (ок. 1612—1681), сын предыдущего;
- 1681—1748: Джордж Маккей, 3-й лорд Рей (1678 — 21 марта 1748), единственный сын Дональда Маккея, мастера Маккея (ок. 1658—1680), внук предыдущего;
- 1748—1761: Дональд Маккей, 4-й лорд Рей (умер 18 августа 1761), сын предыдущего от первого брака;
- 1761—1768: Джордж Маккей, 5-й лорд Рей (ок. 1735 — 27 февраля 1768), старший сын предыдущего;
- 1768—1797: Хью Маккей, 6-й лорд Рей (умер 26 февраля 1797), младший брат предыдущего;
- 1797—1847: Эрик Маккей, 7-й лорд Рей (декабрь 1773 — 8 июля 1847), второй сын Джорджа Маккея из Скибо (ум. 1782), внук 3-го лорда Рея;
- 1847—1863: Александр Маккей, 8-й лорд Рей (1775 — 18 февраля 1863), младший брат предыдущего, третий сын Джорджа Маккея из Скибо;
- 1863—1875: Эрик Маккей, 9-й лорд Рей (1813 — 2 июня 1875), единственный сын предыдущего;
- 1875—1876: Эней Маккей, 10-й лорд Рей (13 января 1806 — 6 марта 1876), старший сын Бартольда Йохана Кристиана Маккея (ум. 1854);
- 1876—1921: Дональд Джеймс Маккей, 11-й лорд Рей (22 декабря 1839 — 1 августа 1921), единственный сын предыдущего;
- 1921—1921: Эрик Маккей, 12-й лорд Рей (2 апреля 1870 — 1 ноября 1921), единственный сын Энея Маккея и внук Джона Фрэнсиса Гендрика Якоба Эрнестуса Маккея, двоюродный брат предыдущего;
- 1921—1963: Эней Александр Маккей, 13-й лорд Рей (25 декабря 1905 — 10 марта 1963), старший сын Эрика Маккея (1870—1921);
- 1963—2013: Хью Уильям Маккей, 14-й лорд Рей[англ.] (19 июля 1937 — 10 мая 2013), единственный сын предыдущего;
- 2013 — настоящее время: Эней Саймон Маккей, 15-й лорд Рей (род. 20 марта 1965), старший сын предыдущего от первого брака;
  - Наследник титула: достопочтенный Александр Шими Маркус Маккей, мастер Рей (род. 21 апреля 2010), старший сын предыдущего.